# Chinguetti
Chinguetti (arabisch شنقيط, DMG Šinqīṭ), auch Changuit, Schinguete, Singuyty, ist eine Gemeinde in der Verwaltungsregion Adrar und ist Hauptstadt des Départements Chinguetti. Die gut erhaltenen Ruinen des mittelalterlichen Handelspostens (arabisch Ksar) sind seit 1996 zusammen mit Ouadane, Tichitt and Oualata eine Stätte des UNESCO-Weltkulturerbes.

## Geographie
Der Hauptort der Gemeinde Chinguetti liegt 461 Kilometer nordöstlich von Nouakchott auf etwa 495 m Meereshöhe im nördlichen Zentrum des Landes auf dem Adrar-Plateau. Während das moderne Stadtviertel nördlich des Wadi Bṭâh Chingueṭṭi liegt, breitet sich die Altstadt Vieille ville Chinguetti südlich des Trockentals aus. Im Gemeindegebiet, 40 Kilometer südwestlich der Stadt, liegt der Einschlagkrater Aouelloul (20° 14′ 28″ N, 12° 40′ 30″ W).

## Stadtbild
Chinguetti ist als einstiges Zentrum mehrerer durch die Sahara verlaufender Handelsrouten mit seinen gut erhaltenen Ruinen, der Architektur und den alten Bibliotheken ein Anziehungspunkt für Touristen und Islamgelehrte.
Die ortsübliche Architektur der älteren Stadtteile besteht aus Häusern aus Stein und Lehm mit Patios, die sich an schmalen Gassen jeweils um eine Moschee mit Minarett drängen.
Sehenswert sind unter anderem die Freitagsmoschee, eine ehemalige Festung der französischen Fremdenlegion – ein nationales Symbol Mauretaniens – und ein Wasserturm. In der Altstadt befinden sich fünf alte Bibliotheken mit wissenschaftlichen und Korantexten, viele von ihnen aus dem Spätmittelalter.

## Bevölkerung
Die Bevölkerungszahl der Gemeinde hat in den Jahren 2000 bis 2023 von 4711 auf 4844 Einwohner zugenommen. Der Hauptort Chinguitty selbst hat 4353 Einwohner (2023). Daneben gibt es noch drei andere bewohnte Orte.

## Geschichte

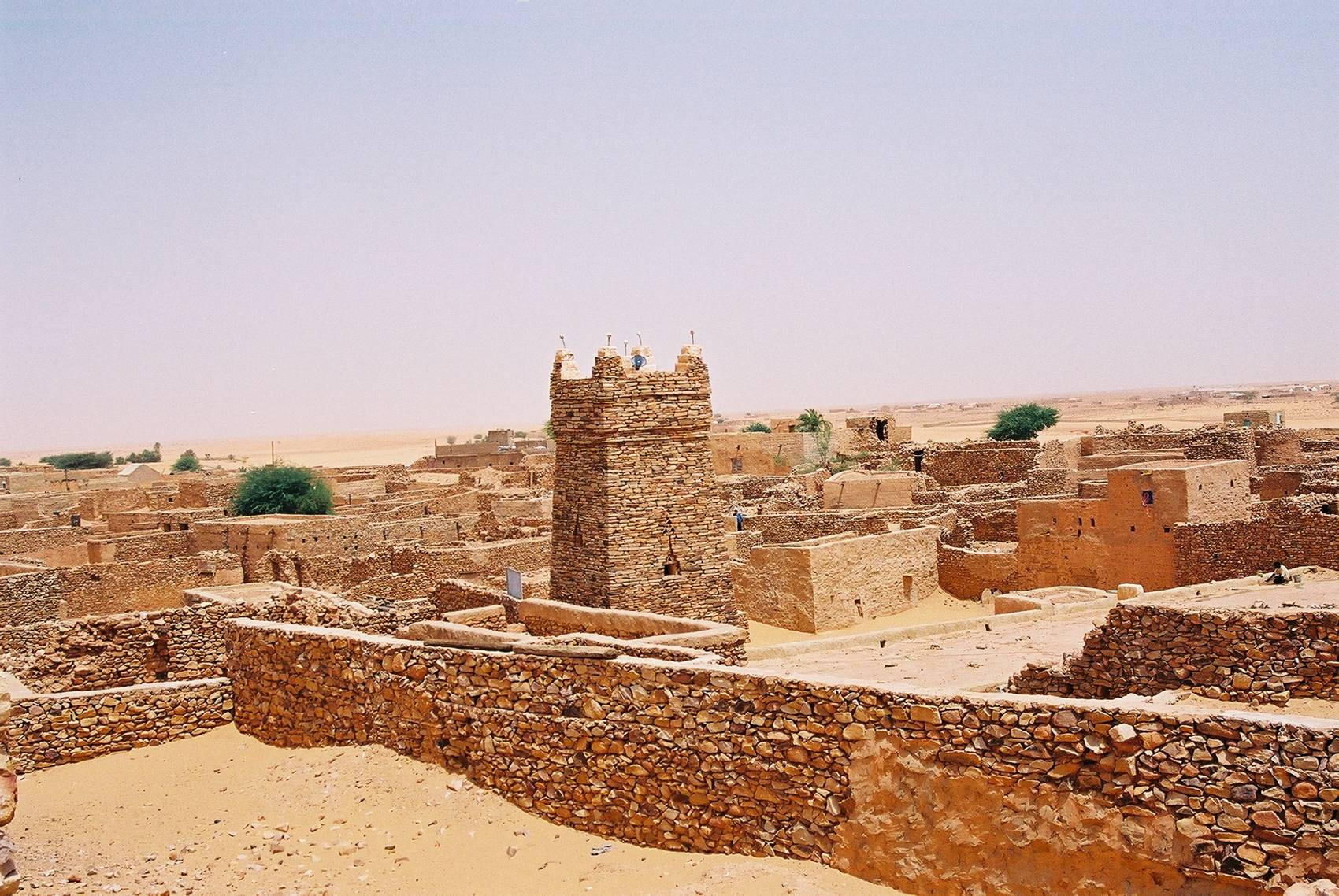
Altstadt mit dem Minarett der Freitagsmoschee, das von fünf Straußeneiern bekrönt wird

Die Landschaft rund um Chinguetti ist bereits seit Jahrtausenden bewohnt. Früher war sie Savanne. Höhlenmalereien am nahe gelegenen Amoghar-Pass zeigen Bilder von Giraffen, Kühen und Menschen in einer grünen Landschaft, die sich stark von der heutigen Wüstenlandschaft unterscheidet.
Die Stadt wurde möglicherweise im 11. Jahrhundert von einer berberischen Stammesgruppe der Sanhadscha gegründet. Bald nach der Besiedelung von Chinguetti traten nach der Legende die Sanhadscha mit den Almorawiden in Verbindung und verschmolzen schließlich mit ihnen. Die Almorawiden waren Gründer des Maurenreiches, das sich vom heutigen Senegal bis Spanien erstreckte. Die nüchterne, schnörkellose Architektur der Stadt reflektiert den strengen, malikitischen Islam der Almorawiden.
Nach zwei Jahrhunderten des Niedergangs wurde die Stadt faktisch neu gegründet, dieses Mal als befestigtes Zentrum des Transsaharahandels zwischen dem Mittelmeer und dem Inneren Afrikas. Gehandelt wurde u. a. mit in der Nähe gewonnenem Salz. Obwohl die Festungsmauern bereits seit Jahrhunderten verschwunden sind, datieren viele Gebäude noch aus dieser Zeit.
Chinguetti wird manchmal als die siebtheiligste Stadt des Islams bezeichnet. In jedem Fall ist die Stadt eine der bedeutendsten Städte der Geschichte des Islams wie auch Westafrikas. Über Jahrhunderte war die Stadt der wichtigste Sammelplatz der Mekka-Pilger aus dem Maghreb und wurde mit der Zeit selbst eine heilige Stadt, besonders für diejenigen, die den langen Weg zur arabischen Halbinsel selbst nicht antreten konnten. Auch wurde sie ein Zentrum der islamischen, religiösen und wissenschaftlichen Gelehrsamkeit. Zusätzlich zur religiösen Ausbildung wurde an den Schulen Rhetorik, Recht, Astronomie, Mathematik und Medizin gelehrt. Für viele Jahrhunderte war ganz Mauretanien in der arabischen Welt als „Bilad Shinqit“, „Das Land von Chinguetti“ bekannt.

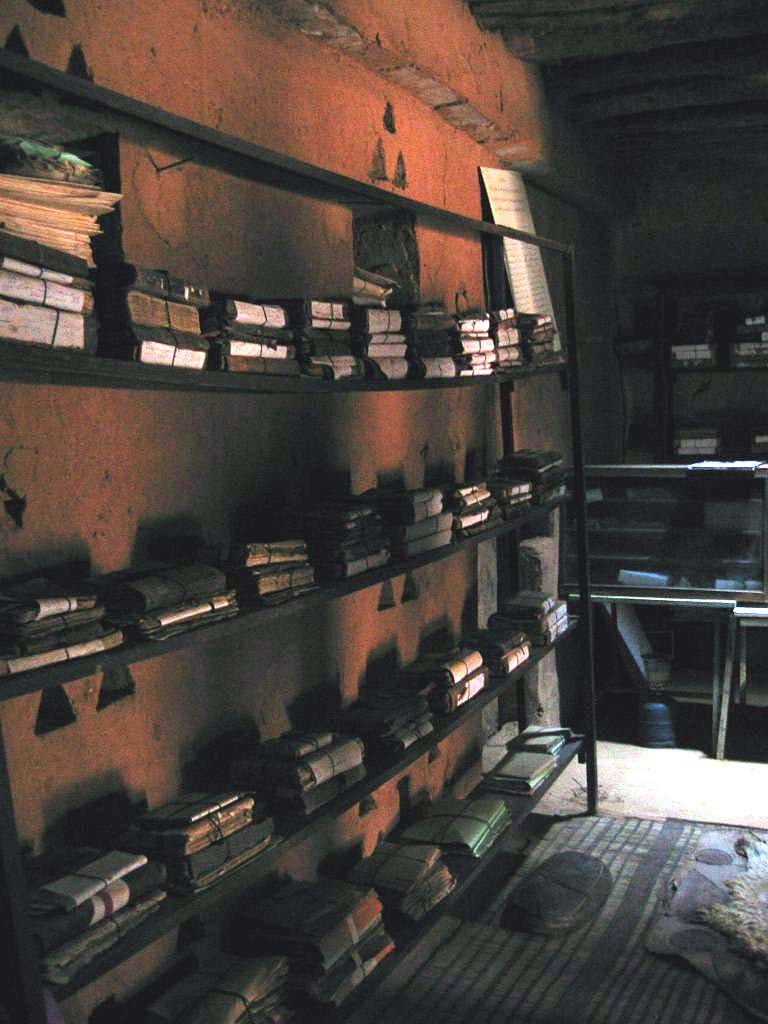
In einer alten Koranbibliothek

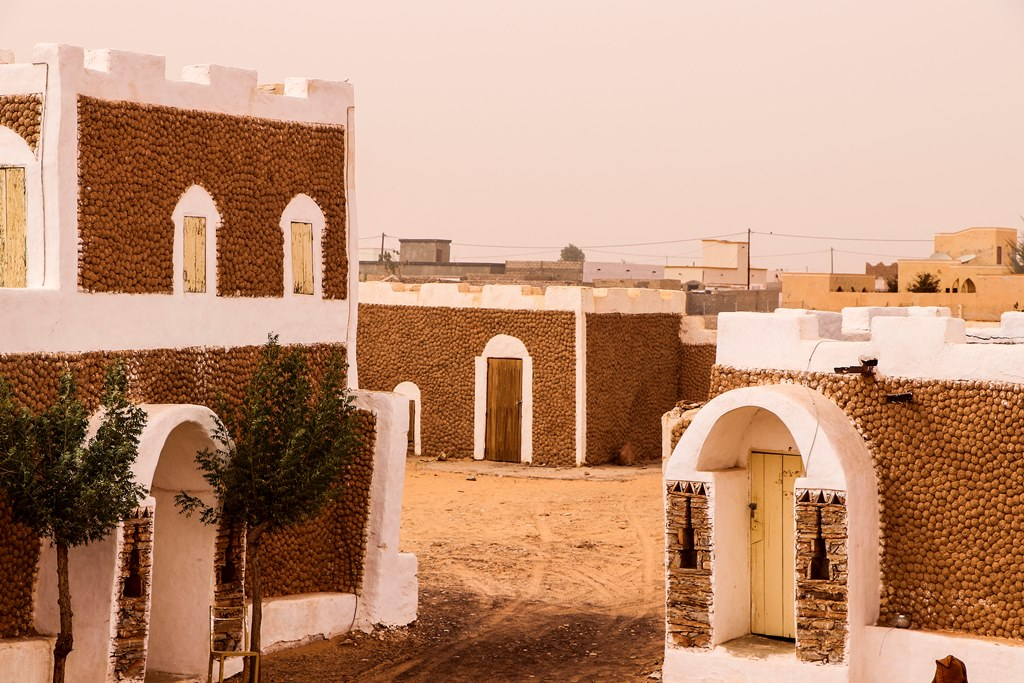
Neustadt

Die Entvölkerung der Stadt beschleunigte sich durch Abwanderung in die Bergbauregion Zouérat–F’dérik sowie durch den Westsaharakonflikt in den 1970er-Jahren. Seit den 1980er-Jahren begannen erste Restaurierungsarbeiten. Heute weitgehend der Wüste überlassen, besitzt die Stadt einige der wichtigsten mittelalterlichen Manuskriptbüchereien Westafrikas, die sich überwiegend in Privatbesitz befinden.
Das Gebiet um die Rue des Savants war einstmals bekannt als Versammlungsplatz der Gelehrten, die die feineren Details des islamischen Rechts diskutierten. Heute zeigen die verlassenen Straßen die städtische und religiöse Architektur des Mittelalters.
Das neu entdeckte Offshore-Ölfeld Mauretaniens wurde zu Ehren der Stadt Chinguetti genannt.

## Söhne und Töchter der Stadt
- Ahmad ibn Al-Amin Al-Shinqiti (1863–1913), einer der berühmtesten Schriftsteller Mauretaniens